# Joeropsis juvenilis
Joeropsis juvenilis là một loài chân đều trong họ Joeropsididae. Loài này được Kensley, Ortiz & Schotte miêu tả khoa học năm 1997.